# Listriella sketi
Listriella sketi is een vlokreeftensoort uit de familie van de Liljeborgiidae. De wetenschappelijke naam van de soort is voor het eerst geldig gepubliceerd in 1980 door G. Karaman.